# RE-CORD'00
『RE-CORD'00』（リ・コード・ダブルオー）は、2000年9月25日に発売された柳原陽一郎のライブ・アルバム。

## 概要
前作『長いお別れ』より約2年ぶりの作品で、自身初の自主制作盤。ジャケットのイラストは柳原が手がけたもの。
南青山マンダラにてライブ録音された5曲が収録されており、歌詞カードと一部表記が異なる箇所がある。
現在は廃盤となっており、後にベスト・アルバム『もっけの幸い』に収録された「まごころのうた」以外の本作に収録の音源は入手困難となっている。

## 収録曲
| #         | タイトル               | 作詞                         | 作曲                                           | 時間  |
| --------- | ---------------------- | ---------------------------- | ---------------------------------------------- | ----- |
| 1.        | 「パラシュート」       | 柳原陽一郎                   | 柳原陽一郎 [ 注 1 ] 知久寿焼 石川浩司 滝本晃司 | 6:27  |
| 2.        | 「まごころのうた」     | 糸井重里 柳原陽一郎 [ 注 1 ] | 柳原陽一郎                                     | 5:58  |
| 3.        | 「いたちの森」         | 柳原陽一郎                   | 柳原陽一郎                                     | 4:02  |
| 4.        | 「奇跡の人」           | 柳原陽一郎                   | 柳原陽一郎                                     | 4:36  |
| 5.        | 「オー! トラブルマン」 | 柳原陽一郎                   | 柳原陽一郎                                     | 4:07  |
| 合計時間: | 合計時間:              | 合計時間:                    | 合計時間:                                      | 25:10 |

## 曲の解説
1. パラシュート
たまのセルフカバー曲。
2008年に発売された映像作品『いつかウシになる日まで 〜柳原陽一郎ドキュメント'07〜'08』には、2008年2月に新宿ピット・インでのライブ映像が収録されている。
2. まごころのうた
清水建設コマーシャルフィルムのために制作された楽曲[2][3]で、オリジナルは1997年に録音されている[4]。本テイクでは歌詞が一部変更・追加されている。
2015年に発売されたベスト・アルバム『もっけの幸い』にも収録されている[5]。
なお、オリジナル音源は2008年に発売されたコンピレーション・アルバム『ONアソシエイツ CM WORKS 〜オレンジ村から春へ』に収録されている[6]。
3. いたちの森
自身の原風景を歌った楽曲[2]。
スタジオで録音されたテイクが2010年に発売されたアルバム『DREAMER'S HIGH』に収録されている。
4. 奇跡の人
『ドライブ・スルー・アメリカ』ツアーにて初披露された楽曲[2]。
5. オー! トラブルマン
2000年1月に急逝したどんとをテーマとした楽曲[2]。

## 参加ミュージシャン
- 柳原陽一郎：Vocal,Guitar,Piano（＃3）
- かわいしのぶ：Bass,Chorus
- 鎌田清：Drums
- 加藤実：Keyboard